# El Macero
El Macero est une census-designated place du comté de Yolo, dans l'État de Californie, aux États-Unis. En 2020, elle compte une population de 1 074 habitants.